# Subwencjonowanie płac
Subwencjonowanie płac – jeden z instrumentów polityki zatrudnienia służący wywieraniu wpływu na siłę roboczą. Głównym celem subwencjonowania płac i zatrudnienia jest utrzymanie albo zwiększenie jego dotychczasowego poziomu w przedsiębiorstwach prywatnych. Działania takie mają miejsce w momencie pojawienia się silnej presji inflacyjnej, kiedy to możliwości tworzenia miejsc pracy za pomocą stymulowania popytu globalnego są ograniczone. Stosuje się wówczas selektywne oddziaływanie na zatrudnienie poprzez subwencjonowanie części kosztów płacowych przedsiębiorstw prywatnych.
Subwencje płacowe mogą przybierać następujące formy:
- bezpośrednią, polegającą na pokrywaniu przez pewien czas całości lub części płac nowo zatrudnionych
- mogą przybrać postać ulgi podatkowej proporcjonalnej do liczby nowo przyjętych pracowników

Wysokość subwencji uzależniona jest od:
- ogólnej liczby zatrudnionych
- liczby nowo przyjętych pracowników i ich relacji do liczby zatrudnionych
- przyznawane są w jednakowej wysokości, bądź następuje różnicowanie według regionu, gałęzi przemysłu, wieku pracownika itd.

Atutem stosowania tego typu rozwiązań w procesie pobudzania popytu jest to, iż nie powodują one napięć inflacyjnych. Narzędzie to sprawia, że siła robocza staje się tańsza dla pracodawcy.